# Mana genita
Mana Genita ou Geneta Mana est une obscure divinité romaine mentionnée par Pline l'Ancien et par Plutarque.
Tous deux rapportent que ses rites comprenaient le sacrifice d'un chiot ou d'une chienne. Plutarque seul a laissé quelques indications sur la nature de cette divinité, en faisant dériver le nom Mana du verbe latin manare, couler ou s'écouler (pour de l'eau) ; le grammairien Verrius Flaccus appuie sur cette même étymologie le nom d'une déesse Mania, mentionnée notamment par Varronqui donnait lieu à deux types de culte, l'un domestique au niveau des portes du logis familial et l'autre de nature communautaire au niveau des carrefours de quartier (où étaient aussi honorés les Lares compitales), ainsi que le nom des Mânes, les esprits des personnes décédées.
Dans une perspective d'équivalence grecque, Plutarque pointe, sur la base du sacrifice de chiens, d'une part vers Hécate, une divinité qui avait aussi un rôle au niveau des carrefours, et d'autre part vers Eilioneia, une divinité d'Argos identifiée à la déesse des naissances Eileithyia (ou Ilithyia). Sur ces vagues indications, diverses interprétations de Mana Genita ont été proposées qui essayent avec plus ou moins de succès de justifier cette double connotation de prime abord un peu paradoxale, certains auteurs faisant en outre un rapprochement avec une divinité osque,Deiua Geneta, d'autres suggérant que l'expression Mana Genita puisse n'être qu'une qualité ou une attribution plutôt qu'un théonyme, à l'exemple de Bona Dea ou de Mater Larum.